# Библиотека имени Л. Н. Толстого (Минск)
Филиал № 1 Библиотека имени Л. Н. Толстого — Первый филиал Централизованной библиотечной системы (Минск, Беларусь)
Обслуживает минчан и иногородних читателей (читальный зал).

## История
История её появления связана с минской интеллигенцией, которая решила увековечить память о Л. Н. Толстом, для чего в городскую думу было подано прошение. Ходатайство рассматривалось думой до конца 1911 года и, наконец, было принято решение об открытии библиотеки имени Толстого.
На торжества по случаю открытия библиотеки приезжала Софья Андреевна (жена Толстого). Она привезла с собой 40 книг (утрачены в годы войны). Всего же книжный фонд библиотеки насчитывал 630 книг. Кроме того имелся фонд периодики — газет и журналов, поступала периодика на русском, белорусском, литовском, польском, украинском, идиш и иврите.
Библиотека появилась в трёхкомнатной квартире на улице Ново-Московской (ныне — Московская) недалеко от вокзала. Основными её читателями были молодые люди, они приходили не только читать книги, но и общались здесь. В 1912 году, согласно сохранившимся документам, в библиотеку стали ходить домохозяйки.
Библиотека тогда работала на платной основе (вход стоил одну копейку), а работала библиотека до семи часов вечера.
В 1915 году библиотека размещалась в доме Вержбовской по Московской улице.
Период до 1930-х годов — (сведения практически отсутствуют) какое-то время библиотека находилась в помещении старой церкви.
1946 год — (по решению Мингорисполкома) возрождение «публички».
Дальнейшая хронология событий:
- Библиотека открылась в здании на улице Обувной (заняла 3-й этаж).
- Переезд в Молочный переулок (помещение детского сада).
- Перевод в вестибюль средней школы № 1.

1956 год — получение нынешнего адреса (Московская, 18).

## Администрация
Заведующая библиотекой: Иноземцева Лола Юрьевна.
Бывшая заведующая библиотекой: Матковская Татьяна Владимировна.